# Scream!
Scream! is een vloerloze achtbaan gebouwd door Bolliger & Mabillard uit Zwitserland. De achtbaan staat in Six Flags Magic Mountain in de Verenigde Staten. Het was de zestiende achtbaan van Six Flags Magic Mountain.

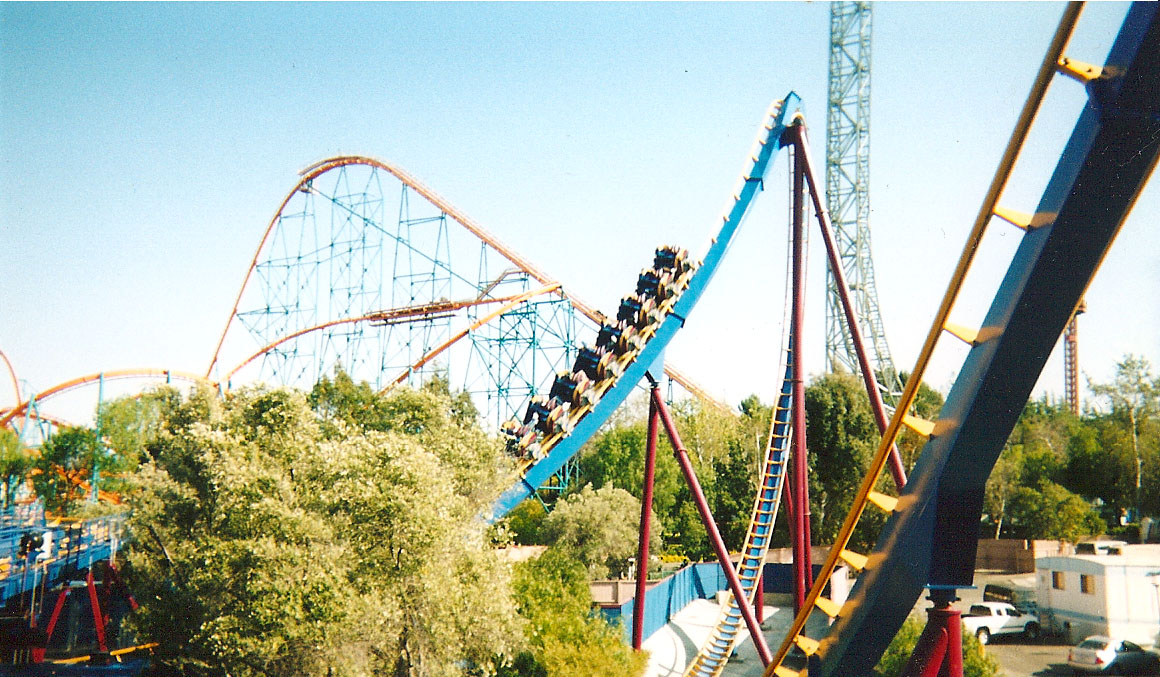
Een trein van Scream!

 Scream! heeft speciale vloerloze treinen die worden gebruikt op vele Bolliger & Mabillard achtbanen. De treinen gaan langs 7 inversies. Omdat het park geen plek meer had voor de achtbaan maar Six Flags toch de achtbaan wilde bouwen, is er een stuk van de parkeerplaats met hekken omheind en daarop is de achtbaan gebouwd. 
Scream! is gelijkwaardig aan Bizarro in Six Flags Great Adventure. Het verschil is dan de baan van Scream! gespiegeld is en 3 km/u sneller.

## Technische gegevens
- Baanlengte: 1214,6 meter
- Hoogte: 45,7 meter
- Daling: 43 meter
- Inversies: 7 (1 looping, 1 duik looping, 1 zero-g roll, 1 cobra roll en 2 vervlochten kurkentrekkers)
- Topsnelheid: 101,4 km/u
- Ritduur: 3:00 minuten
- Aantal treinen: 3 treinen van elk 8 wagentjes met 4 zitplaatsen naast elkaar; 32 passagiers totaal per trein

## Ongeluk
Op 9 april 2004 stierf de 21-jarige medewerkster Bantita Rackchamroon na gegrepen te zijn door Scream! tijdens het controleren van de baan voor de opening.

## Galerij

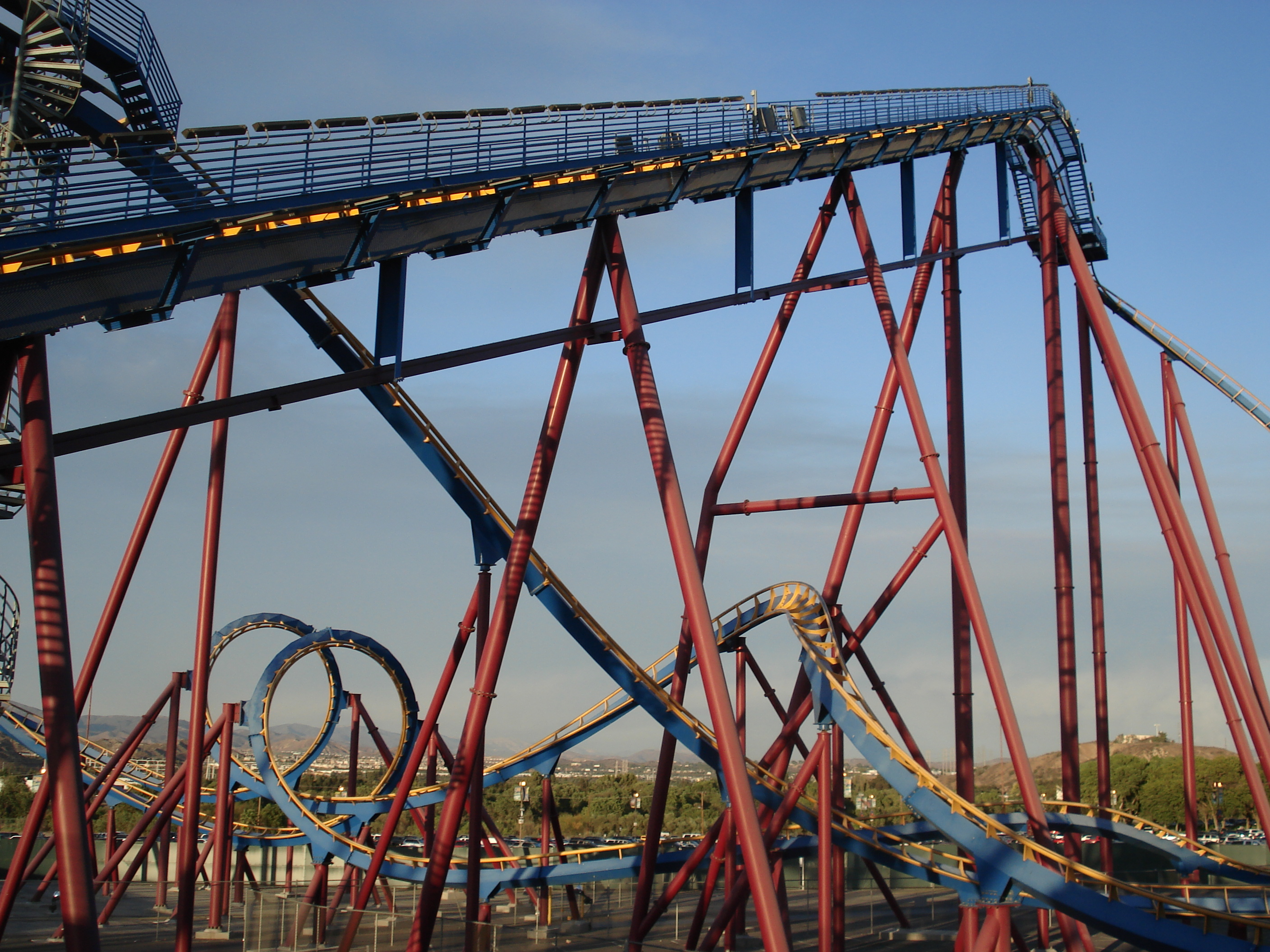
De ketting lift van Scream!
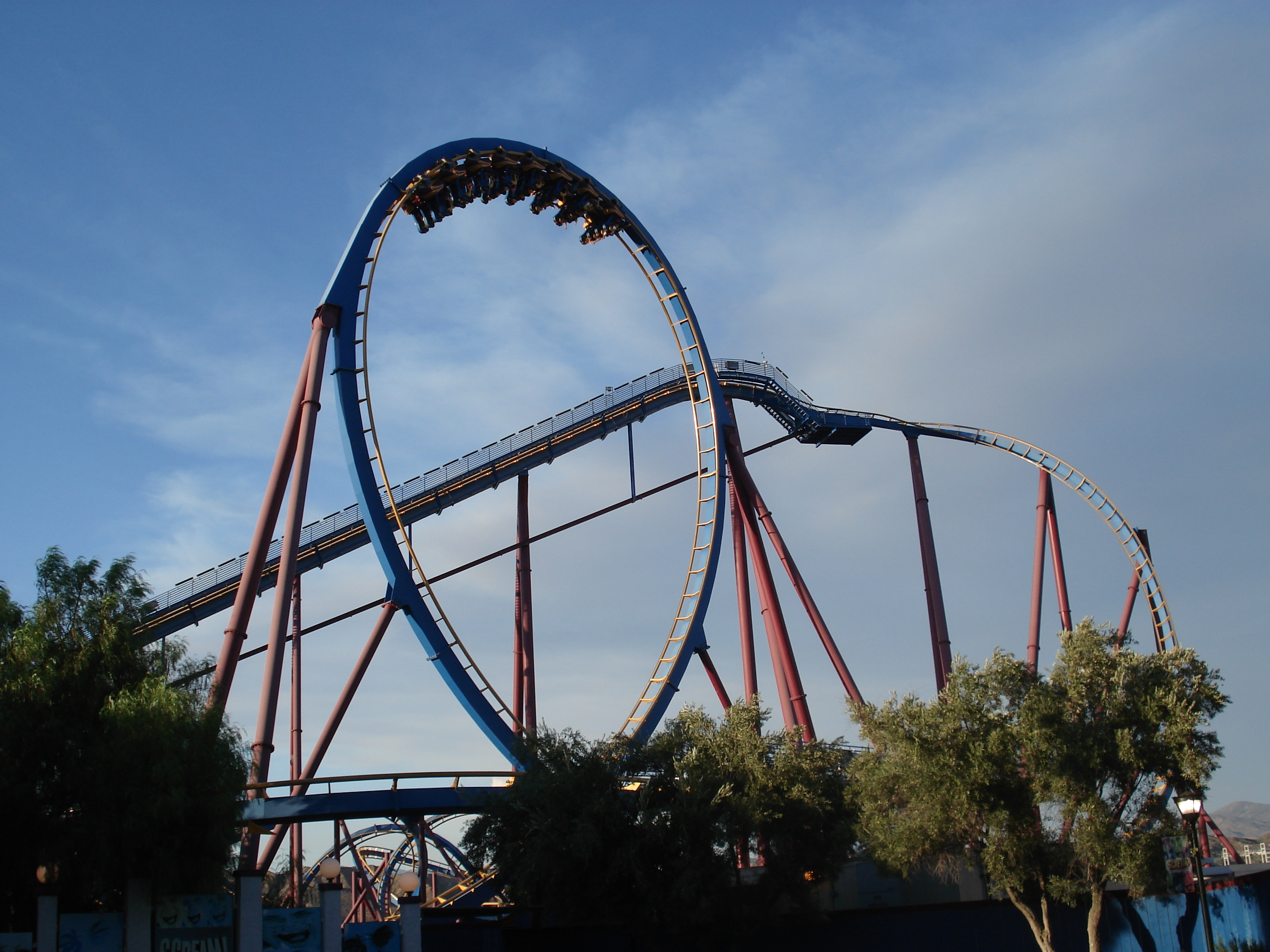
Looping in Scream!
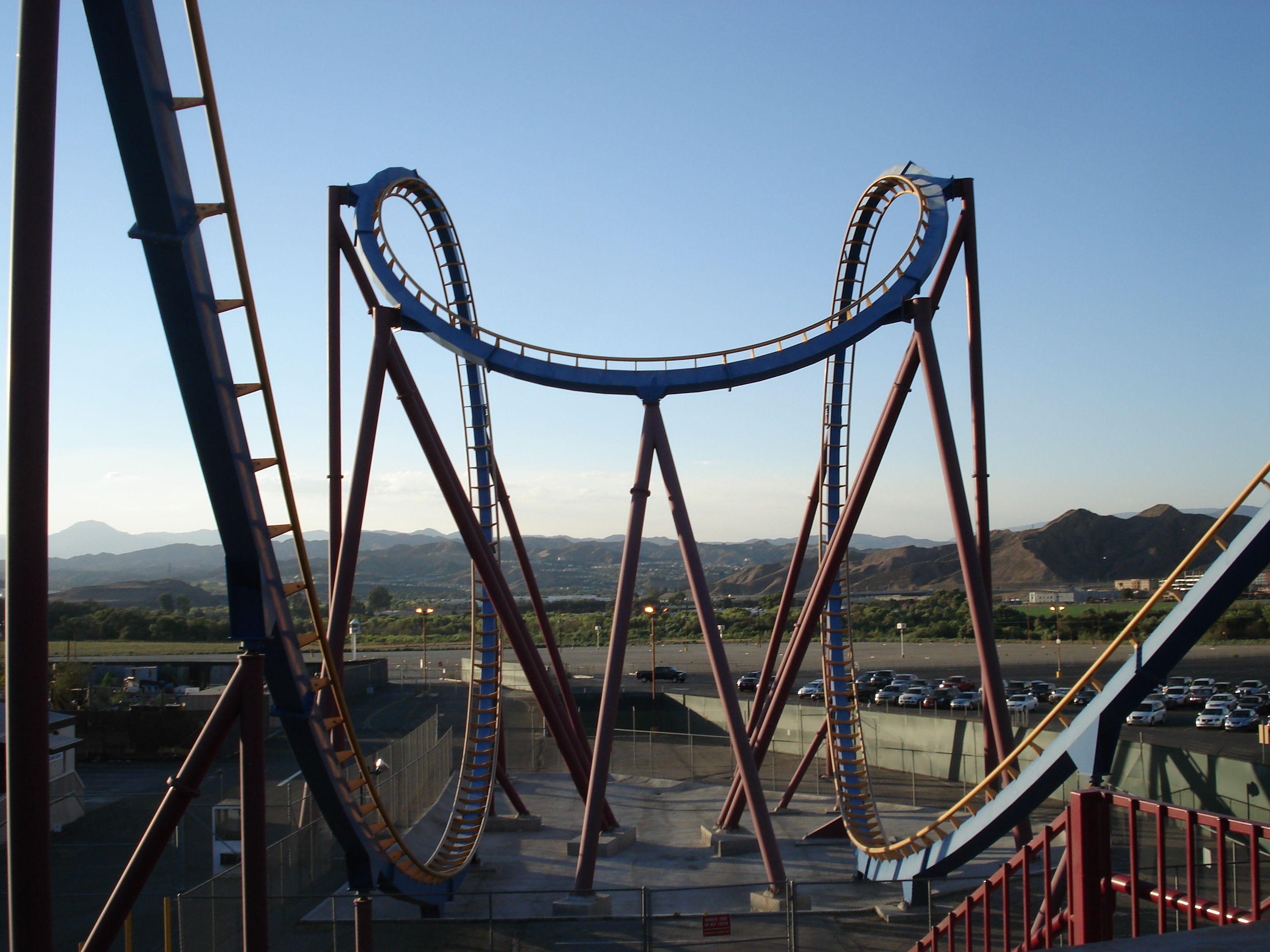
Cobra roll in Scream!
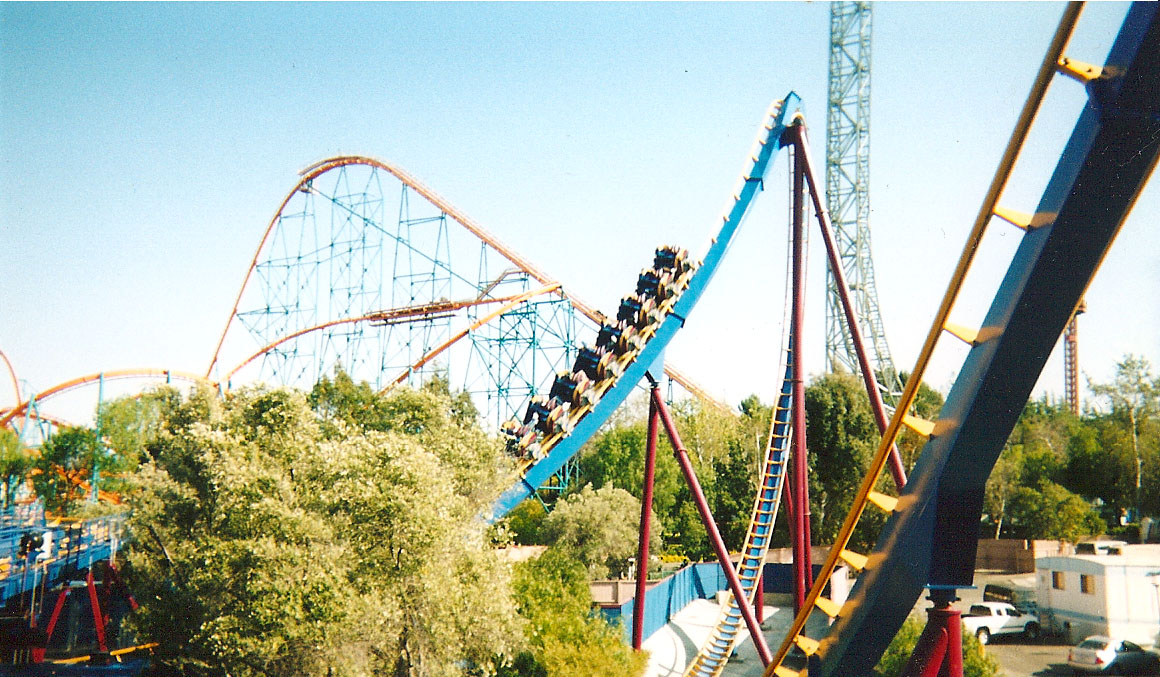
Duiklooping in Scream!
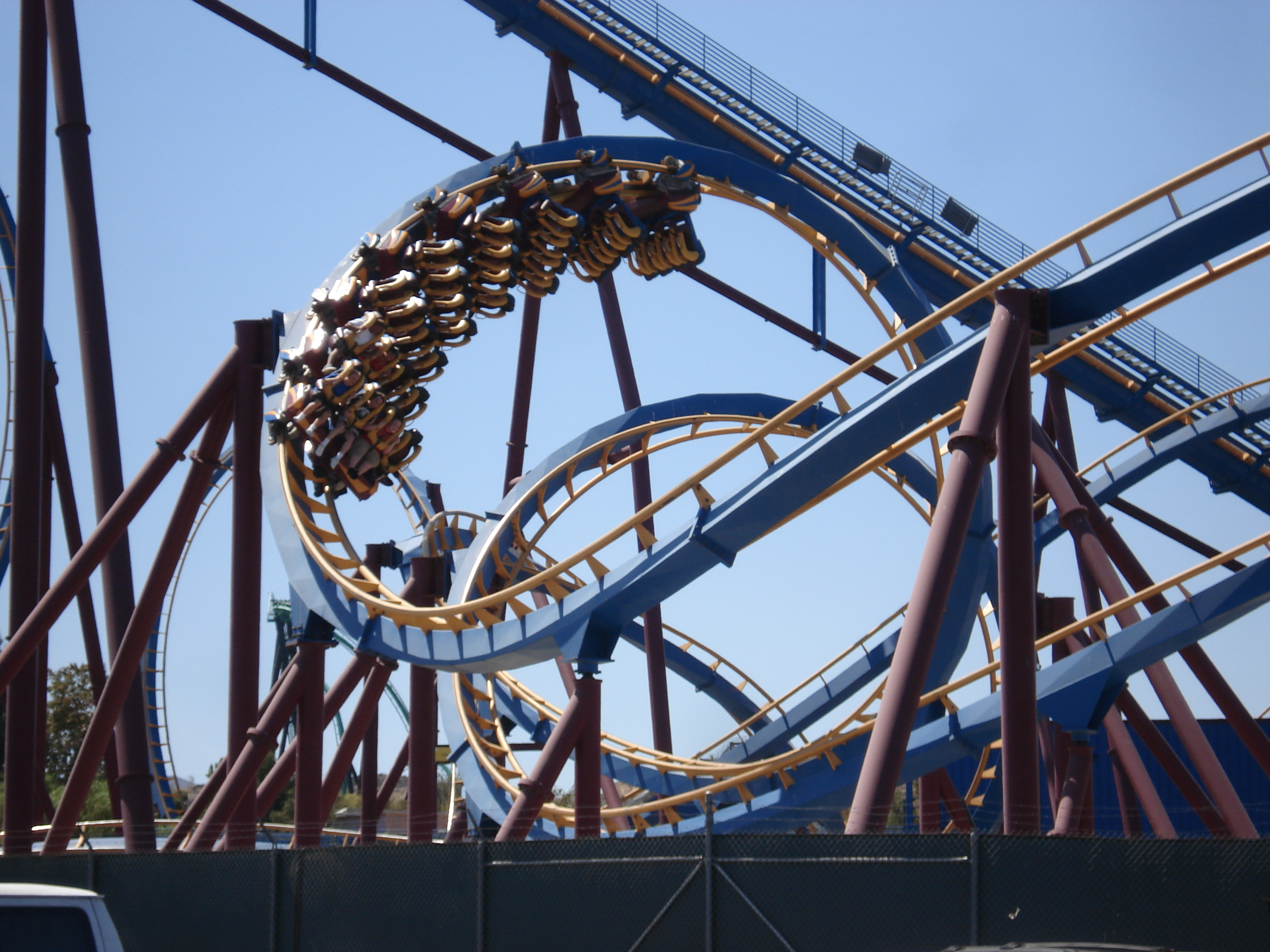
Kurkentrekkers in Scream!
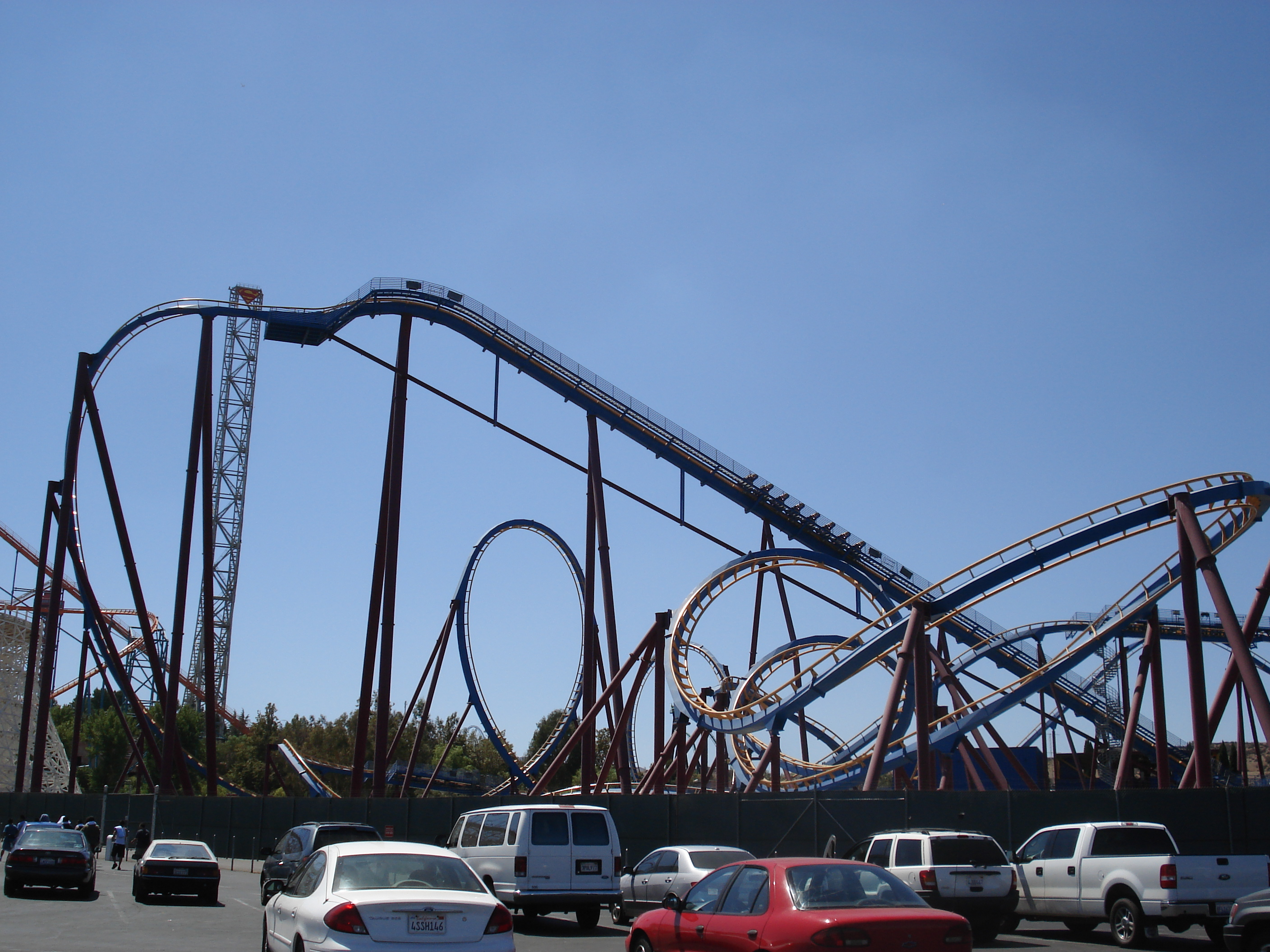
Sream! in totaal vanaf de parkeerplaats